# Wolfgang Sobotka
Wolfgang Sobotka (Waidhofen an der Ybbs, 5 gennaio 1956) è un politico austriaco, presidente del Nationalrat, il parlamento nazionale austriaco, dal 2017 al 2024.
Dal 2016 al 2017 è stato anche ministro dell'interno nei governi Faymann II e Kern.

## Biografia
Figlio di un insegnante, Sobotka ha studiato storia all'Università di Vienna e violoncello e teoria musicale all'Università per la musica e le arti interpretative.
Dal 1972 al 1998 è stato prima insegnante presso la scuola di musica locale nella sua città natale e poi preside della suddetta; dal 1980 al 1987 è stato insegnante di liceo classico e ha ricoperto in quella città la carica di archivista comunale; dal 1989 al 1998 è stato docente presso l'Università per la musica e le arti performative.
La sua carriera politica iniziò nel 1982, quando venne eletto consigliere comunale della sua città. Sostenitore del Partito Popolare Austriaco, il 9 aprile 2016 viene indicato dal cancelliere Werner Faymann a rivestire la carica di ministro dell'interno, prestando poi giuramento il successivo 21 aprile. Riconfermato nel successivo governo guidato da Christian Kern, mantenne tale carica fino al 18 dicembre 2017 per poi essere eletto due giorni dopo presidente del parlamento austriaco.